# 嘉義縣阿里山鄉香林國民小學
23°30′58″N 120°48′31″E / 23.5159914°N 120.8086743°E
嘉義縣阿里山鄉香林國民小學（香林國小）是臺灣阿里山鄉香林村的一所國小，位在阿里山國家森林遊樂區及阿里山國家風景區內，其海拔2,195公尺，是台灣海拔最高的學校。其校史可追溯至1914年成立的阿里山尋常小學校，及1942年成立的阿里山東國民學校。
香林國小在1950年代為全盛時期，學生數超過四百人，於2021年僅有20人。

## 校史

### 日治時期
1914年4月設立阿里山尋常小學校，學生以日本人為主，開校當時以阿里山派出所西側的倉庫作為臨時校舍，後來才移轉到香林國小現址，學校北側與阿里山神社相鄰，也是當時日本海拔最高的小學校。於1916年4月增設高等科，改為阿里山尋常高等小學校。1941年4月改制為阿里山國民學校。1942年4月，阿里山東國民學校設立，位在現在受鎮宮前方。於1944年，因日本千早部隊進駐阿里山東國民學校，阿里山東國民學校因此廢止，併入阿里山國民學校。

### 戰後
二戰後，阿里山國民學校於1945年12月改稱阿里山國民學校，1947年5月改稱香林國民學校。1950年設立「十字分校」。1952年設立「自忠分班」（1964年裁撤）。於1968年，因九年義務教育實施而改稱香林國民小學。另外，嘉義市北興初中於1964年8月，在受鎮宮前方設立阿里山分部，此為香林國中前身。1974年4月，香林國小與香林國中併校，改稱香林國民中小學，並於1979年8月又分開設校，恢復香林國民小學之校名。1980年9月，香林國小與香林國中互換校地，搬到受鎮宮前方。2011年，香林國小遷到原香林國中（2005年廢校）的校地至今。

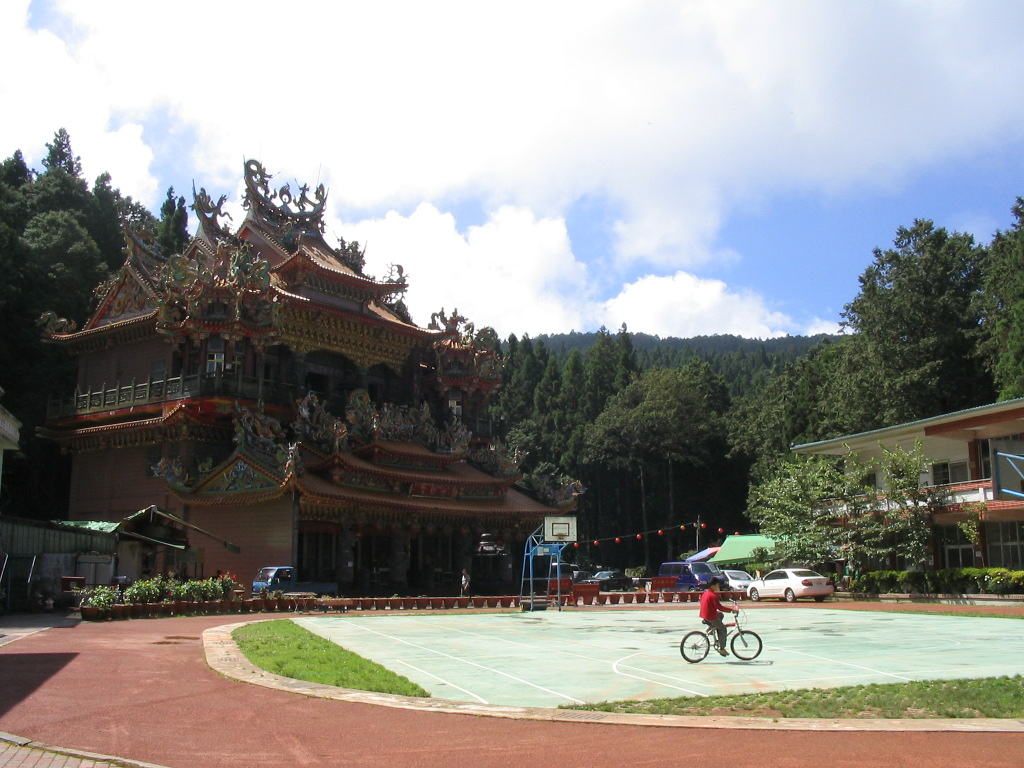
受鎮宮前的舊香林國小操場

## 知名校友
1. 葉思宏：饒舌歌手 ，目前就讀輔仁中學，隸屬嘉義饒舌團體NO WATER CREW